# Henri-Charles Maniglier
Pour les articles homonymes, voir Maniglier.
Henri-Charles Maniglier est un sculpteur français né le 11 octobre 1826 à Paris, ville où il est mort le 17 mars 1901.

## Biographie
Henri-Charles Maniglier entre aux Beaux-Arts de Paris en 1843 où il est élève de Jules Ramey et d'Auguste Dumont. Il est lauréat du troisième prix de Rome en 1848 pour Philoclète partant pour le siège de Troie, du deuxième prix en 1851 pour Les Grecs et les Troyens se disputent le corps de Patrocle et du premier prix en 1856 pour Romulus vainqueur d'Acron porte les premières dépouilles opimes au temple de Jupiter.
Il sera à son tour professeur de sculpture sur pierre et sur marbre aux Beaux-Arts de Paris de 1883 à 1901.
Il est pensionnaire de la villa Médicis à Rome de 1857 à 1861.
Il est nommé chevalier de la Légion d'honneur en 1878.
Il obtient une mention honorable au Salon de 1861 et une médaille de 2e classe en 1863.
Henri-Charles Maniglier est inhumé à Paris dans la 22e division du cimetière du Père-Lachaise.
Un daguerréotype anonyme des années 1850 représentant Henri-Charles Maniglier est conservé à New York au Metropolitan Museum of Art.

## Œuvres

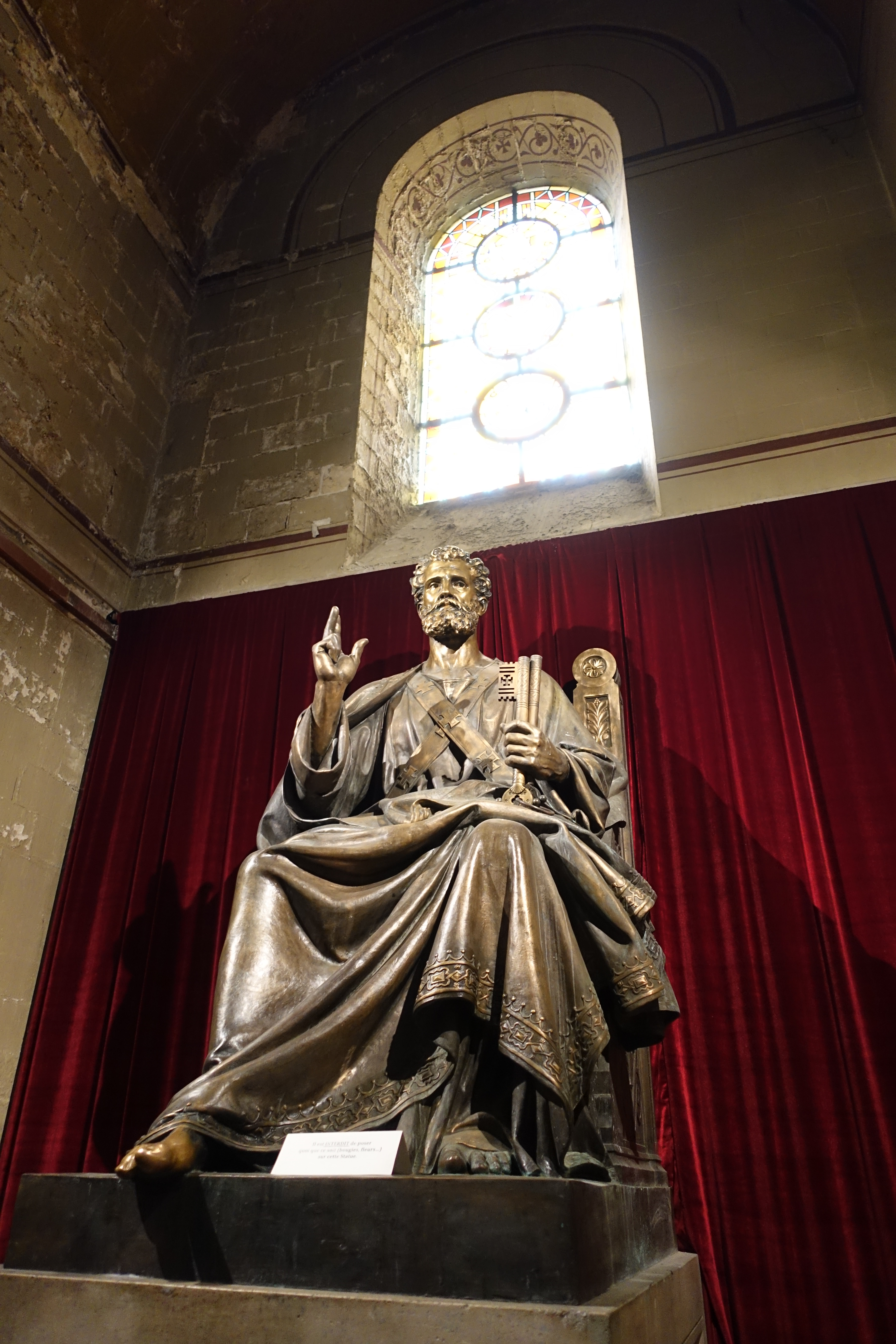
Saint-Pierre (1869), Paris, église Saint-Pierre-de-Montrouge.

- Bordeaux, Jardin public : Un berger jouant de la flûte, 1862, statue en marbre[9].
- Chantilly, musée Condé : Esclave, 1879-1881, d'après Michel-Ange[10].
- Cholet, musée d'Art et d'Histoire : Pénélope portant aux prétendants l'arc d'Ulysse, 1870[11].
- Lourdes, basilique Notre-Dame-du-Rosaire, tympan : La Vierge remettant le rosaire à Saint Dominique, 1890, haut-relief en pierre.
- Paris :
  - Cimetière du Montparnasse : Henri-Jean Lefortier, buste en bronze ornant le tombeau de l'artiste, 1886.
  - École nationale supérieure des beaux-arts :
    - Attention, 1852, buste en plâtre[12] ;
    - Romulus vainqueur d'Acron porte les premières dépouilles opimes au temple de Jupiter, 1856, prix de Rome de sculpture de 1856[13].

  - Église Notre-Dame-d'Auteuil : bas-reliefs, 1877-1884[14].
  - Église Saint-Pierre-de-Montrouge : Saint-Pierre, 1869, statue en bronze[15].
  - Hôtel de ville de Paris, façade sud : L’Architecture, 1882, statue en pierre.
  - Jardin des plantes de Paris, galerie de Paléontologie et d'Anatomie comparée, façade : Un renne défendant ses petits, 1896, bas-relief en pierre.
  - Lycée Janson-de-Sailly : les lettres et les sciences, façade principale, 1884[16].
  - lycée Molière : bas-relief de la cheminée de la salle des Actes, 1889.
  - Mairie du 11e arrondissement de Paris : La Justice, Le Mariage et L'Étude, sculptures ornant la façade.
  - Musée du Louvre :
    - La Marine, 1868, esquisse pour le groupe de l'attique du pavillon des Sessions du palais du Louvre. Le musée du Louvre conserve également le groupe en pierre de cette allégorie[17] ;
    - Vase de la Vendange, orné d'un portrait en médaillon d'Adolphe Thiers, 1873-1874, porcelaine dure de la Manufacture royale de Sèvres et bronze doré ;
    - Hercule Farnèse, avant 1881, marbre d'après l'antique, ancienne collection d'Adolphe Thiers.

  - Opéra Garnier : La Science et l'Art, sculptures ornant les façades latérales est[18],[19].
  - Palais du Louvre :
    - Les Gloires de la France, 1857, aile Henri II[20] ;
    - Les Beaux-Arts, 1857, aile Mollien[21] ;
    - La Marine, 1868, aile du Pavillon des États[22] ;
    - Fronton et bas-reliefs, 1878, aile de Marsan[23],[24].
- Rethel, tribunal : Armurier du XVe siècle, ou Le Ciseleur florentin, 1881, statue en bronze, fonte Barbedienne[25].

- localisation inconnue :
  - La Fortune, Salon de 1877, statue en bronze[26] ;
  - Guigniaut, Salon de 1878, buste, destiné au palais de l'Institut, commandé ou acquis par le ministère de l'Instruction publique et des Beaux-Arts[27].

Œuvres d'Henri-Charles Maniglier
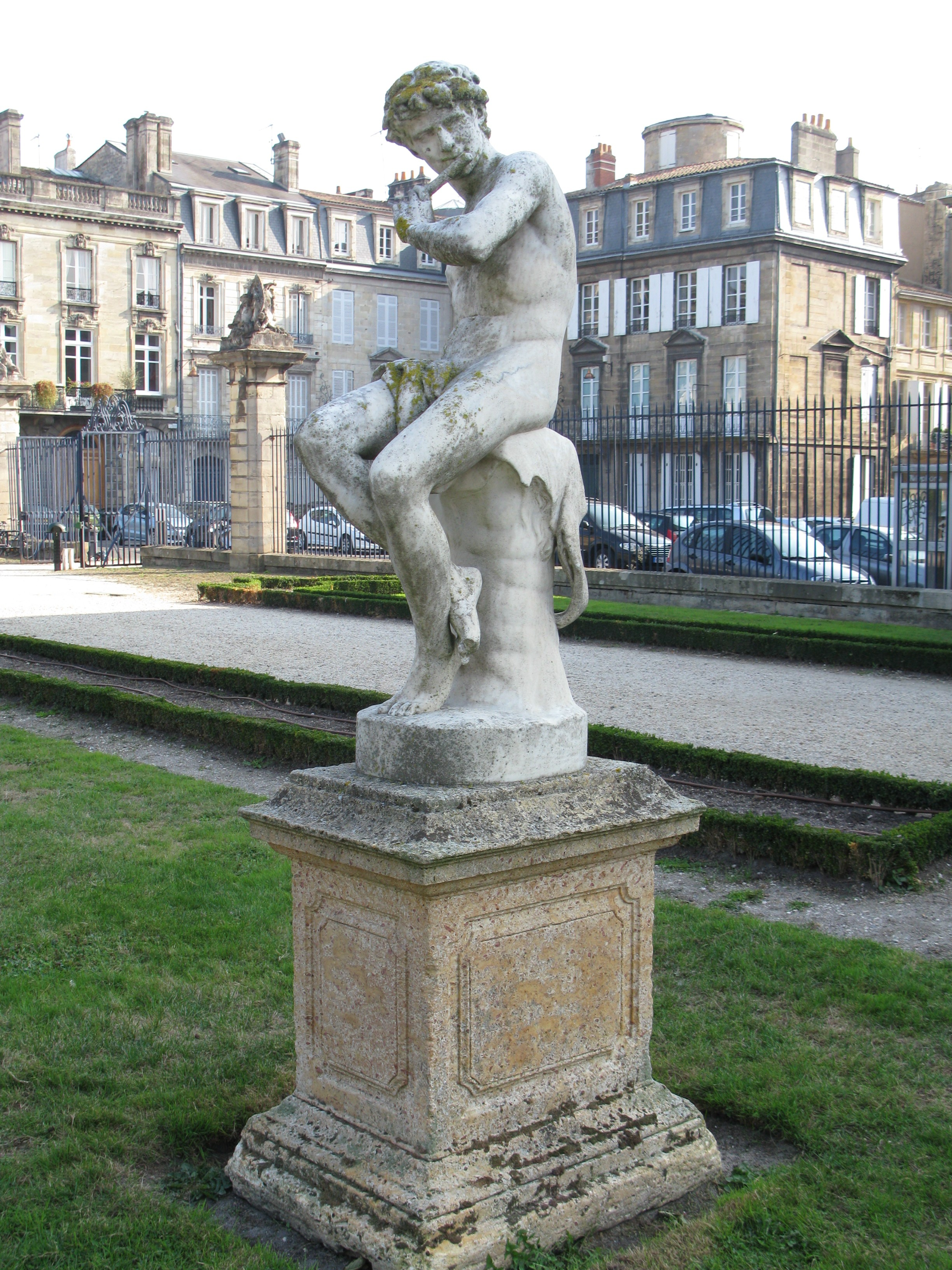
Un berger jouant de la flûte (1862), Jardin public de Bordeaux.
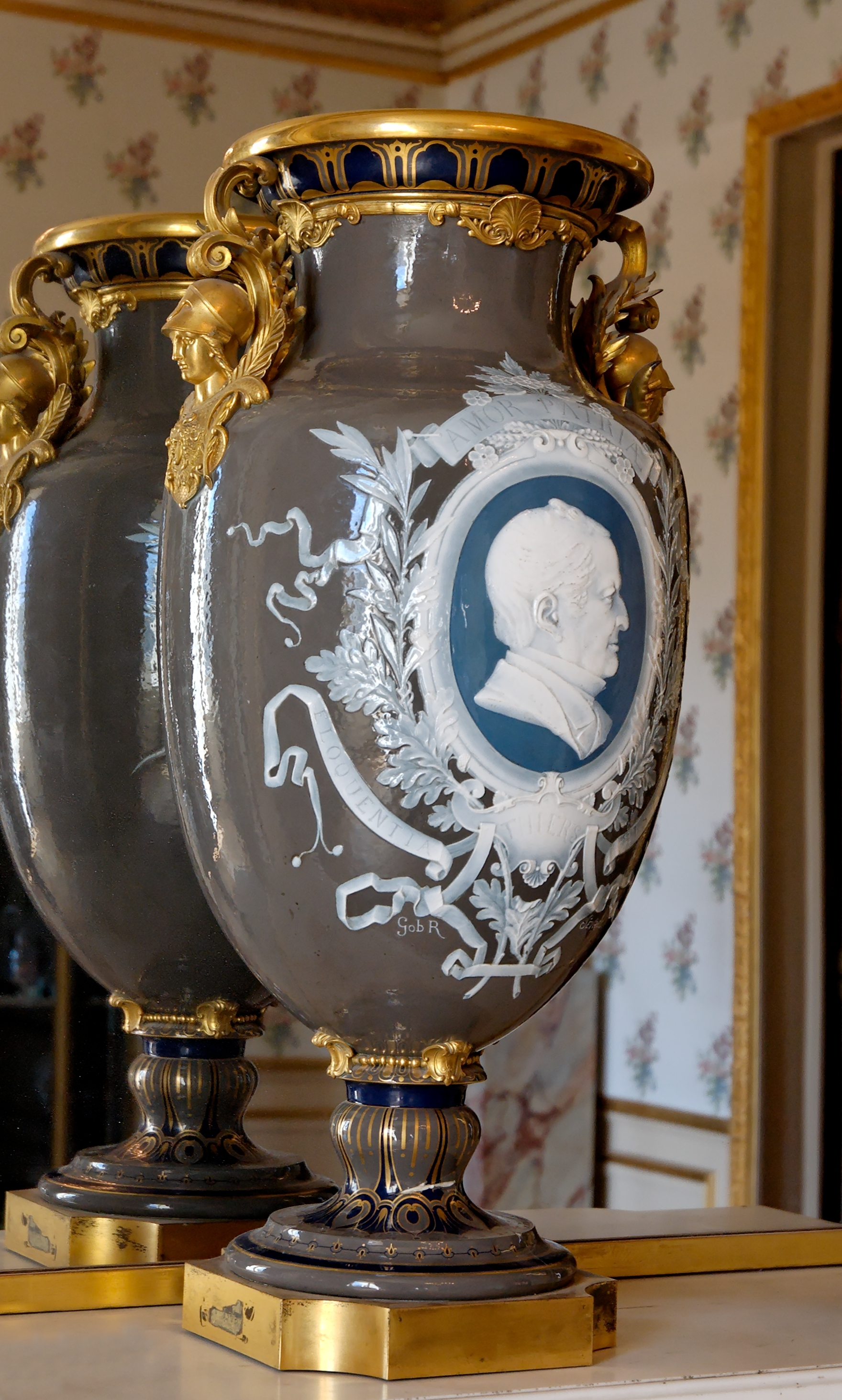
Vase de la Vendange (1873–1874), Paris, musée du Louvre.
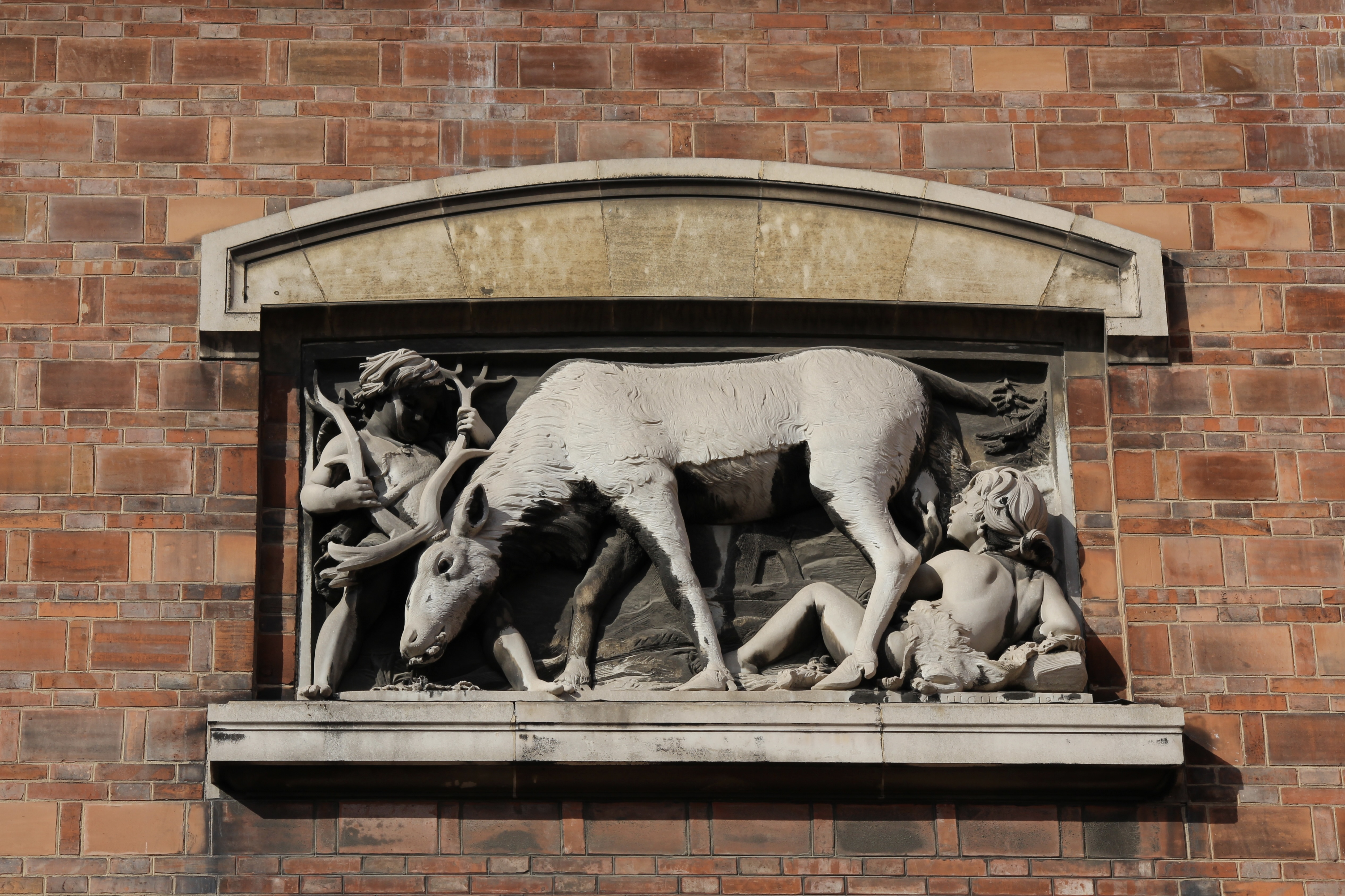
Un renne défendant ses petits (1896), Paris, galerie de Paléontologie et d'Anatomie comparée.
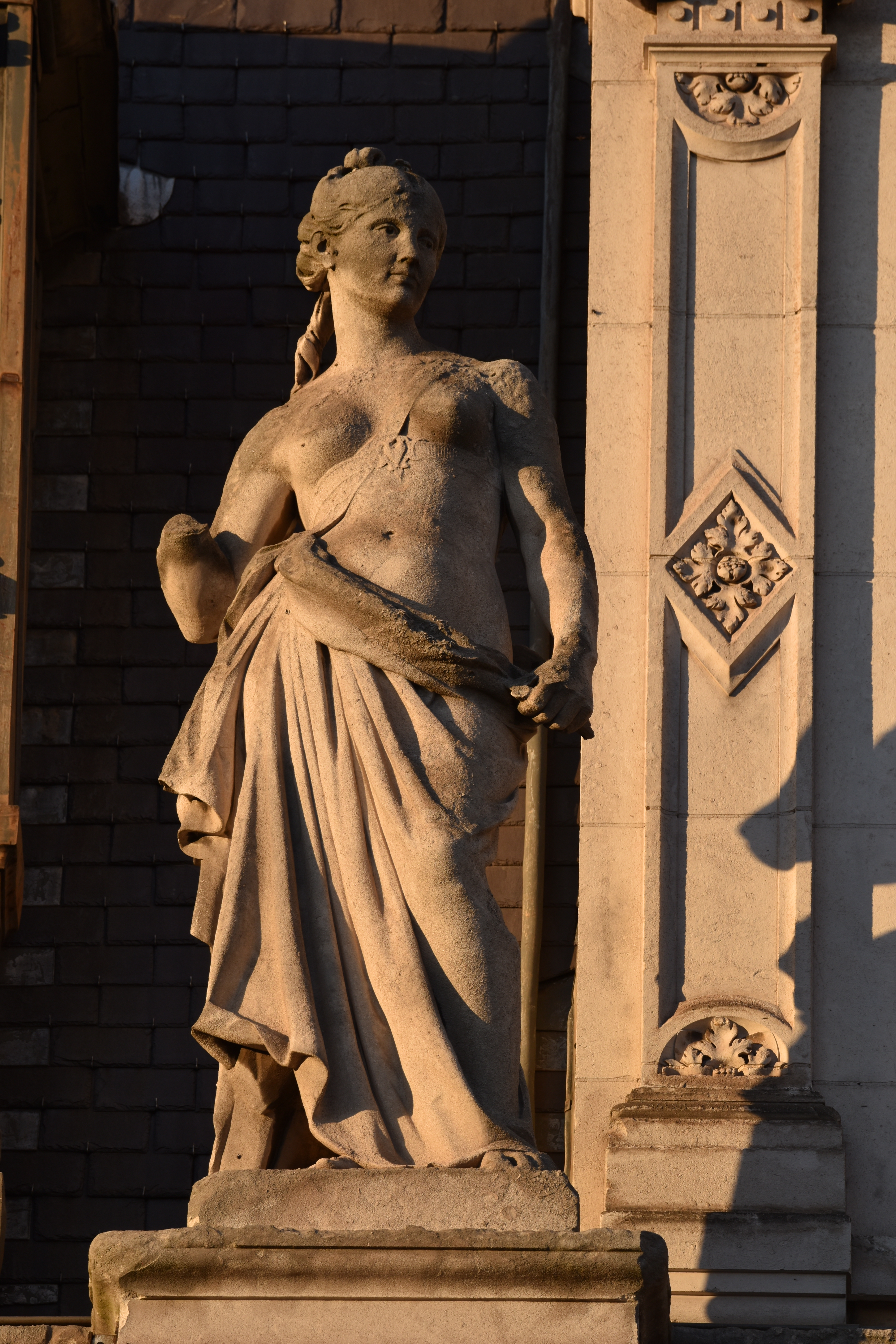
L’Architecture (1882), Paris, hôtel de ville, façade sud.